# Miltokythes
Miltokythes (altgriechisch Μιλτοκύθης Miltokýthēs) war ein thrakischer Aristokrat und Schatzmeister Kotys’ I. Von diesem fiel er 362 v. Chr. ab und bemächtigte sich des Hieronoros. Er suchte Hilfe bei Athen. Jedoch vereitelte das diplomatische Geschick Kotys’ I. 361 v. Chr. das Gelingen der Verschwörung. Dennoch wagte Miltokythes zwei Jahre später erneut den Aufstand, nun gegen Kersebleptes. Vom Griechen Smikythion wurde er allerdings verraten und von Charidemos an Kardia ausgeliefert, wo er und sein Sohn ermordet wurden.